# Lamprocryptus alboannularis
Lamprocryptus alboannularis är en stekelart som först beskrevs av William Harris Ashmead 1895.  Lamprocryptus alboannularis ingår i släktet Lamprocryptus och familjen brokparasitsteklar. Utöver nominatformen finns också underarten L. a. abdominator.